# (300105) 2006 UX279
(300105) 2006 UX279 es un asteroide perteneciente al cinturón de asteroides, descubierto el 28 de octubre de 2006 por el equipo del Mount Lemmon Survey desde el Observatorio del Monte Lemmon, Arizona, Estados Unidos.

## Designación y nombre
Designado provisionalmente como 2006 UX279.

## Características orbitales
2006 UX279 está situado a una distancia media del Sol de 3,104 ua, pudiendo alejarse hasta 3,579 ua y acercarse hasta 2,630 ua. Su excentricidad es 0,152 y la inclinación orbital 2,297 grados. Emplea 1998,35 días en completar una órbita alrededor del Sol.

## Características físicas
La magnitud absoluta de 2006 UX279 es 16,5.